# Pucho Boedo
José “Pucho” Boedo Núñez (La Coruña; 4 de enero de 1929 - 26 de enero de 1986) fue un cantante español considerado un mito de la música gallega y uno de los integrantes del grupo musical Los Tamara.

## Biografía
Pucho Boedo nació en el lugar de la Fortaleza (hoy perteneciente al "Polígono de A Grela-Bens") de La Coruña, en 1929. Siendo todavía muy pequeño, sus padres se fueron a vivir al lugar de A Silva, en la misma ciudad. Era hijo de Xosé Boedo, miembro de la CNT, asesinado en el 36, cuando Pucho tenía nueve años. Un año después su hermano José Antonio Boedo Núñez era también fusilado. Otro hermano, Manuel Boedo, con sólo dieciséis años, consiguió huir. Con el tiempo se reencontrarían los dos hermanos.
A finales de los cuarenta empezó a cantar en Radio Juventud, en La Terraza del Relleno coruñés. Ganó un concurso y fue fichado por la orquesta Los Trovadores, de Alfonso Saavedra. Todos quedaron emocionados con su voz. Se hizo profesional, al principio con este grupo, y después con Los Satélites, actuando en verano en el Quiosko Alfonso, con gran éxito. Con ellos viajó a Venezuela, la primera vez que una orquesta gallega cruzaba el Atlántico. Al regresar de su vuelta por América, Los Satélites traerían al campo de la fiesta (la verbena) el poder de la música tropical, veinte años antes de que en Nueva York se inventase la palabra salsa. Pucho, mientras tanto, se quedó en Venezuela.
Volvió para juntarse de nuevo con Los Trovadores, que tocaban en Madrid, en Pasapoga, en invierno, y durante los veranos por toda Galicia, donde tuvo como compañeros entre otros a Pucho Portela y, posteriormente a Lorenzo Valverde. Con ellos, grabó los primeros discos. Pero sería a partir de su incorporación a Los Tamara, llamado por Prudencio Romo, cuando se haría popular y llegaría a ser, como se dice en el documental en su honra: “El crooner del fin del mundo”. Cantó boleros, rancheras, jotas, tangos, canción italiana y merengues. Actuó en el Olympia de París, compartiendo escenario con Charles Aznavour y Jacques Brel. En Suiza, entre las comunidades de emigrantes, su voz protagonizó el renacimiento de la canción en gallego. Le puso música a los versos de Curros Enríquez, Celso Emilio Ferreiro, Eduardo Pondal y Rosalía de Castro.

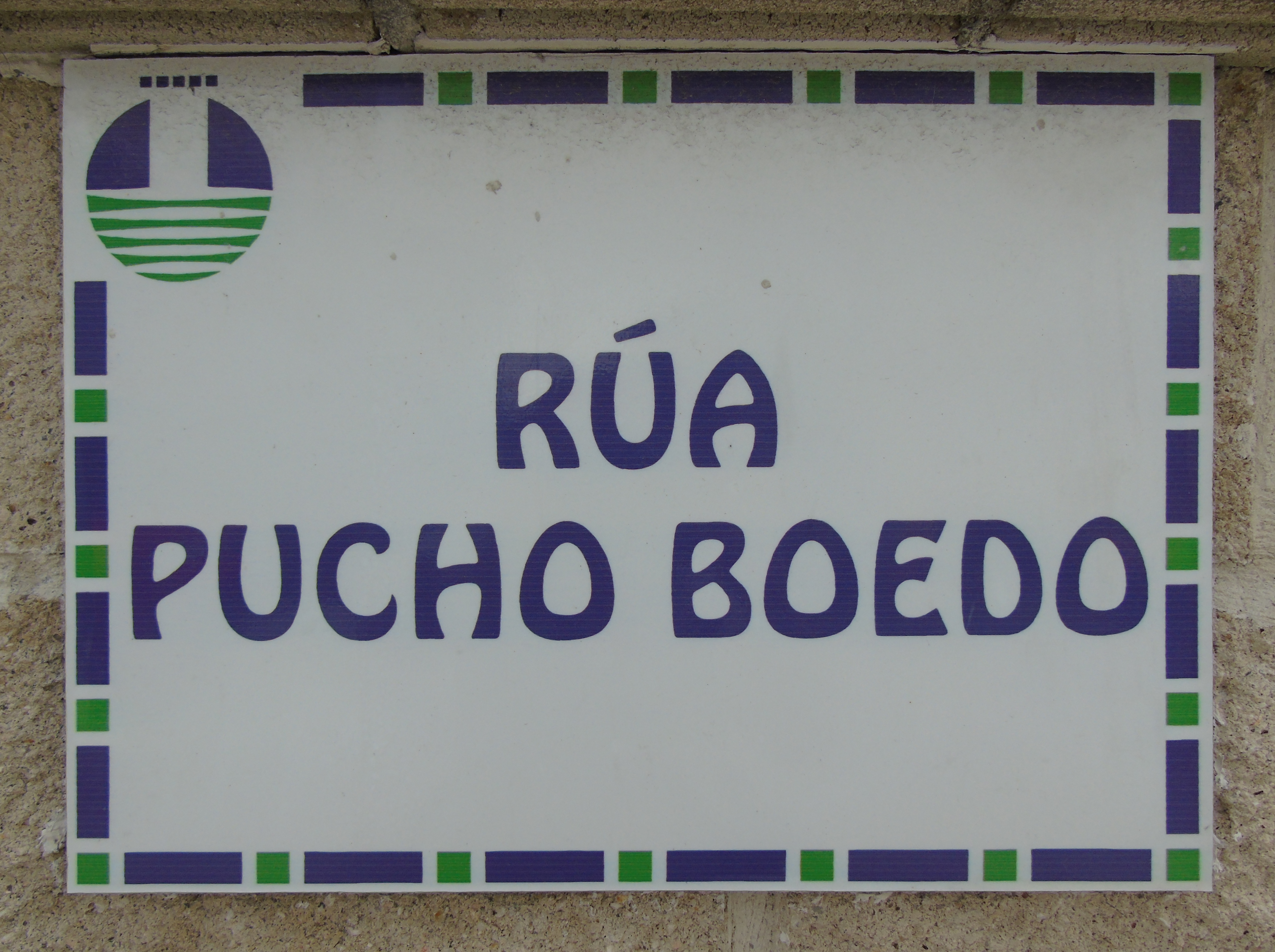
Calle Pucho Boedo en Oleiros.

Dejó Los Tamara en 1976 por padecer de problemas renales, vivió una temporada en Palma de Mallorca y no volvería a cantar hasta 1982, cuando comenzó su carrera como solista.

### Muerte
Falleció en la noche del 26 de enero de 1986 en su casa de La Coruña, a causa de un fallo cardíaco. Está enterrado en el Cementerio de San Amaro.